# جزر العذراء

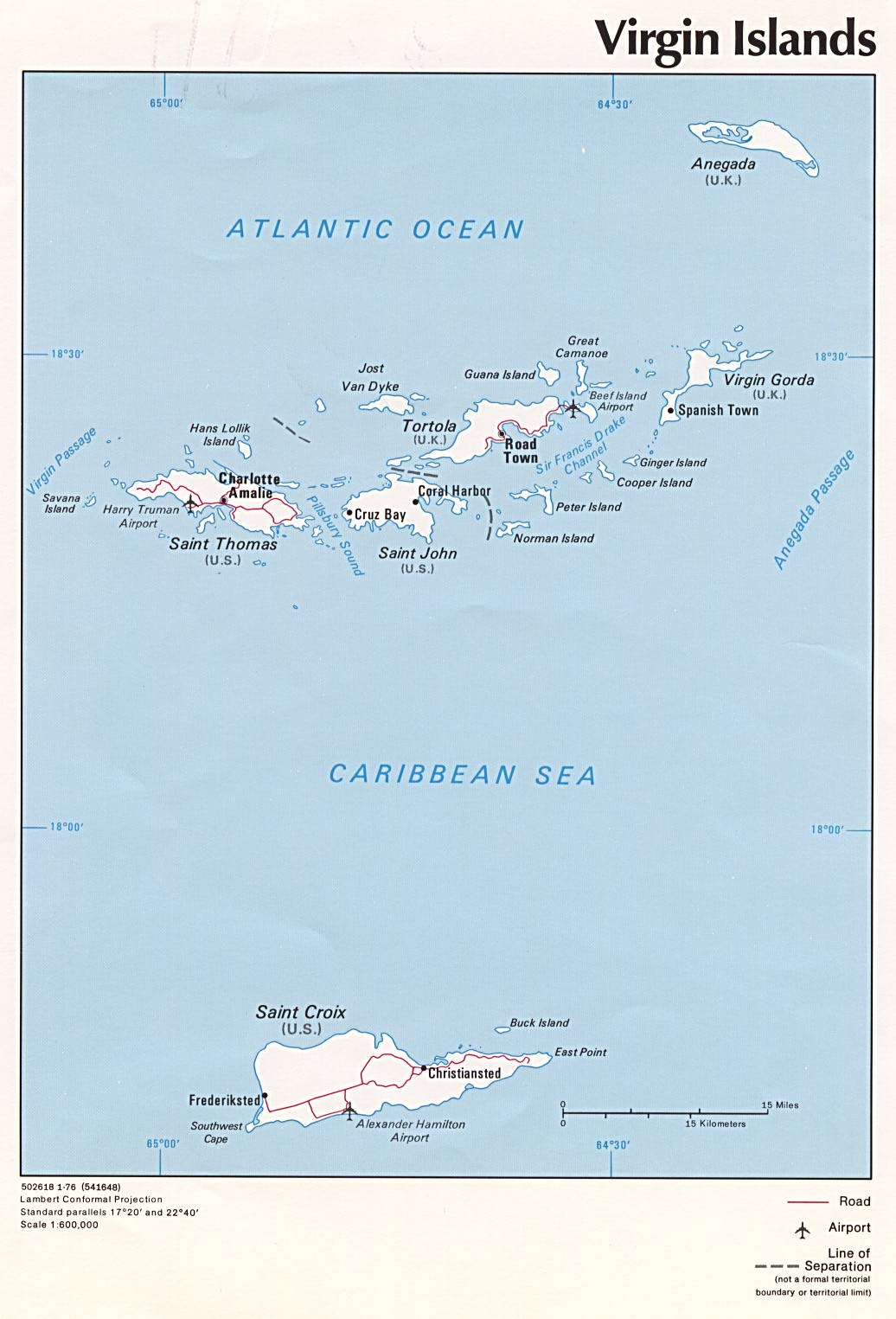
مواقع جزر العذراء البريطانية والأمريكية

ريغوبيرت بون: خريطة جزر العذراء، 1780

جزر العذراء (بالإسبانية: Islas Vírgenes) و(بالإنجليزية: Virgin Islands) هي أرخبيل من تسع جزر في البحر الكاريبي تقع إلى الشرق من جزيرة بورتوريكو وتبعد عنها بحوالي 64 كم، يقع شرق منها ممر أنيغادا المائي الهام الذي يفصلها عن جزر الأنتيل الصغري. وهي تعتبر جيولوجياً وجغرافياً أقصى جزء من شرق جزر الأنتيل الكبرى، اكتشف كريستوفر كولومبوس هذه الجزر في 1493 ومن ثم احتلتها إسبانيا ثم احتلت بريطانيا بعضها في 1666 كما احتلت الدنمارك قسماً منها، اشترته منها الولايات المتحدة لاحقاً بمبلغ 25 مليون دولار في 1917 وذلك لكي تسيطر على المدخل الشمالي للبحر الكاريبي والمتمثل في ممر أنيغادا المائي.
تقع الجزر في ثلاث كيانات سياسية مختلفة:
- جزر العذراء الأمريكية وتبلغ مساحتها 344.5 كم، تشكل هذه المساحة ثلثي مساحة جزر العذراء وأهم جزرها سانت كرمريكس، وسانت توماس وجون، إضافة إلى حوالي 50 جزيرة أخرى غير مسكونة، معظم أرض هذه الجزر من أصل بركاني ومناخ المنطقة مداري وحرارته مرتفعة ويلطف الماء من حدتها والأمطار غزيرة والرطوبة مرتفعة. يقدر سكان القسم الشمالي بحوالي (100 ألف نسمة) أغلبهم من الأفارقة الذين يشكلون ثلاثة أرباع السكان وعاصمة هذا القسم مدينة شارلوت أمالي وتوجد في جزيرة سانت توماس، واقتصاد هذه الجزر مبني على زراعة قصب السكر وتربية الماشية مثل الأغنام والماعز واستخراج خام البوكسيت، كذلك تعد السياحة مورد هام للجزر.
- جزر العذراء البريطانية القسم البريطاني من جزر العذراء، تتكون من ست جزر تبلغ مساحتها حوالي ثلث مساحة جزر العذراء كاملة وتبلغ مساحة القسم البريطاني من هذه الجزر حوالي 152 كم وأهم جزر هذا القسم تورتولا، أنجادا، وجوروا ومعظم الجزر عبارة عن قمم جبلية تنحدر سفوحها بشدة وتربة الأرض فقيرة لذا فالصيد أهم اقتصاديات سكان القسم البريطاني من الجرز العذراء والبالغ عددهم حوالي (14.000 نسمة) لذلك فالمنطقة صغيرة المساحة قليلة السكان، وتشكل جزر العذراء وحدة اقتصادية أهم مواردها السياحة.
- جزر العذراء الإسبانية، الجزر الشرقية لكومنولث بورتوريكو وهي نفسها تعد أراضي أمريكية غير مدمجة.

## أصل التسمية
أطلق كريستوفر كولومبوس هذا الاسم على الجزر تيمناً بالقديسة أورسولا وعذرواتها الإحدى عشر ألفاً (بالإسبانية: Santa yrsula y las Once Mil Vírgenes)، الذي اختصر إلى العذراوات (las Vírgenes). جزر العذراء هو الاسم الرسمي للإقليم البريطاني وجزر العذراء الأمريكية هو الاسم الرسمي للإقليم الأمريكي. عملياً، يُشار إلى مجموعتي الجزر عالمياً تقريباً باسم جزر العذراء البريطانية وجزر العذراء الأمريكية.

## تاريخها
كانت جزر العذراء مأهولة في الأصل من قبل شعوب الأراواك والكاريب ويعتقد أن جميعهم تقريباً قد هلكوا خلال الفترة الاستعمارية بسبب العبودية والأمراض الخارجية والإبادة الجماعية التي تسبب فيها المستعمرون الأوروبيون في منطقة الكاريبي.
استقر المستعمرون الأوروبيون في وقت لاحق فيها وأنشأوا مزارع قصب السكر ومزرعة تبغ واحدة على الأقل واشتروا العبيد المجلوبين من أفريقيا. وبالرغم من اندثار المزارع، ظل أحفاد العبيد يشكلون غالبية السكان ويتشاركون تراثاً أفريقياً كاريبياً مشتركاً مع بقية منطقة الكاريبي الناطقة بالإنجليزية.
مثل البر الرئيسي لبورتوريكو، تنازلت إسبانيا عن جزر العذراء للولايات المتحدة في 1898. وضمت الولايات المتحدة الجزر بعد توقيع الهدنة التي أنهت العمليات العسكرية في الحرب الإسبانية الأمريكية.
في عامي 1916 و1917، صدقت الدنمارك والولايات المتحدة، على التوالي، على معاهدة باعت الدنمارك بموجبها جزر العذراء الدنماركية إلى الولايات المتحدة مقابل 25 مليون دولار من الذهب.
في تسعينيات القرن الماضي، أعادت حملة السياحة البورتوريكية تسمية جزر الممر لتصبح جزر العذراء الإسبانية،[بحاجة لمصدر] على الرغم من ندرة[بحاجة لتوضيح] تعريفها على هذا النحو في الخرائط والأطالس.[بحاجة لتوضيح] كونها جزء من كومنولث بورتوريكو، الواقعة شرق جزيرة بورتوريكو الرئيسية. وهي أقرب إلى سانت توماس أكثر من اقتراب سانت توماس إلى سانت كروا.

### التبعيات التاريخية
وقعت جزر العذراء تحت سيادة العديد من الدول والجماعات عبر التاريخ. يوجد أدناه جدول يمثل تبعية الجزر المختلفة:
| سانت. توماس                                      | سانت. جون                                        | سانت. كروا                                       | تورتولا                                                      | فيرجن جوردا                                                  | أنيغادا                                                      | جوست فان دايك                                                | كوليبرا                                                 | فيكويس                                                  |
| ------------------------------------------------ | ------------------------------------------------ | ------------------------------------------------ | ------------------------------------------------------------ | ------------------------------------------------------------ | ------------------------------------------------------------ | ------------------------------------------------------------ | ------------------------------------------------------- | ------------------------------------------------------- |
| إسبانيا الجديدة (1493–1625)                      | إسبانيا الجديدة (1493–1671)                      | إسبانيا الجديدة (1493–1625)                      | إسبانيا الجديدة (1493–1648)                                  | إسبانيا الجديدة (1493–1628)                                  | إسبانيا الجديدة (1493–1648)                                  | إسبانيا الجديدة (1493-1750)                                  | إسبانيا الجديدة (1493-1580)                             | إسبانيا الجديدة (1493-1580)                             |
| جزر العذراء الهولندية (1625–1651)                | جزر الهند الغربية الدنماركية (1671–1684)         | جزر العذراء الهولندية (1625–1650) **             | جزر العذراء الهولندية (1648–1672)                            | جزر العذراء الهولندية (1628–1680)                            | جزر العذراء الهولندية (1648–1680)                            | جزر ليوارد البريطانية (1750–1816، 1833–1958)                 | بورتوريكو (إسبانيا) (1580–1898) *                       | بورتوريكو (إسبانيا) (1580–1689) *                       |
| جزر الهند الغربية الدنماركية (1651-1801)         | جزر ليوارد البريطانية (1684-1718)                | جزر ليوارد البريطانية (1625–1650) **             | جزر ليوارد البريطانية (1672–1816، 1833–1958)                 | جزر ليوارد البريطانية (1680–1816، 1833–1958)                 | جزر ليوارد البريطانية (1680–1816، 1833–1958)                 | جزر العذراء البريطانية (1816–1833، من 1958 إلى الوقت الحاضر) | بورتوريكو (الولايات المتحدة) (من 1898 إلى الوقت الحاضر) | براندنبورغ بروسيا (1689–1693)                           |
| سانت توماس (مستعمرة براندنبورغ) (1685-1721) ***  | جزر الهند الغربية الدنماركية (1718-1801)         | جزر ليوارد البريطانية (1650)                     | جزر العذراء البريطانية (1816–1833، من 1958 إلى الوقت الحاضر) | جزر العذراء البريطانية (1816–1833، من 1958 إلى الوقت الحاضر) | جزر العذراء البريطانية (1816–1833، من 1958 إلى الوقت الحاضر) |                                                              |                                                         | بورتوريكو (إسبانيا) (1693–1698)                         |
| جزر ليوارد البريطانية (1801-1802)                | جزر ليوارد البريطانية (1801-1802)                | بورتوريكو (إسبانيا) (1650)                       |                                                              |                                                              |                                                              |                                                              |                                                         | شركة دارين الاسكتلندية (1698)                           |
| جزر الهند الغربية الدنماركية (1802-1807)         | جزر الهند الغربية الدنماركية (1802-1807)         | فرسان الإسبتارية (1651-1664)                     |                                                              |                                                              |                                                              |                                                              |                                                         | جزر الهند الغربية الدنماركية (1698–1811) **             |
| جزر ليوارد البريطانية (1807-1815)                | جزر ليوارد البريطانية (1807-1815)                | جزر الهند الغربية الفرنسية (1664-1733)           |                                                              |                                                              |                                                              |                                                              |                                                         | جزر ليوارد البريطانية (1698-1811) **                    |
| جزر الهند الغربية الدنماركية (1815-1917)         | جزر الهند الغربية الدنماركية (1815-1917)         | جزر الهند الغربية الدنماركية (1733-1801)         |                                                              |                                                              |                                                              |                                                              |                                                         | جزر الهند الغربية الفرنسية (1698–1811) **               |
| جزر العذراء الأمريكية (من 1917 إلى الوقت الحاضر) | جزر العذراء الأمريكية (من 1917 إلى الوقت الحاضر) | جزر ليوارد البريطانية (1801-1802)                |                                                              |                                                              |                                                              |                                                              |                                                         | بورتوريكو (إسبانيا) (1698-1811) ***                     |
|                                                  |                                                  | جزر الهند الغربية الدنماركية (1802-1807)         |                                                              |                                                              |                                                              |                                                              |                                                         | بورتوريكو (إسبانيا) (1811–1898)                         |
|                                                  |                                                  | جزر ليوارد البريطانية (1807-1815)                |                                                              |                                                              |                                                              |                                                              |                                                         | بورتوريكو (الولايات المتحدة) (من 1898 إلى الوقت الحاضر) |
|                                                  |                                                  | جزر الهند الغربية الدنماركية (1815-1917)         |                                                              |                                                              |                                                              |                                                              |                                                         |                                                         |
|                                                  |                                                  | جزر العذراء الأمريكية (من 1917 إلى الوقت الحاضر) |                                                              |                                                              |                                                              |                                                              |                                                         |                                                         |

 *  تحت سيطرة القراصنة
 **  ادعاء بالتواجد
 ***  أرض مؤجرة/مشتركة

## السكان
يبلغ إجمالي عدد سكان جزر العذراء 147.778: منهم 104.901 في جزر العذراء الأمريكية و31.758 في البريطانية و11119 في الإسبانية. ما يقرب من ثلاثة أرباع سكان الجزر من السود في الجذر الأمريكية والبريطانية، في حين أن غالبية السكان في كوليبرا وفيكويس بورتوريكيون من أصل أوروبي، مع وجود مجتمع أفريقي بورتوريكي كبير. اللغات الرئيسية هي الإنجليزية ولغة جزر العذراء الأمريكية والبريطانية، إضافة إلى الإسبانية في إقليم بورتوريكو. تعتبر سانت توماس أكثر جزيرة مكتظة بالسكان وتليها سانت كروا في الترتيب (51.634 و50601 على التوالي).
| الاسم                             | الدولة                     | المقاطعات | المساحة (كم2) | السكان (إحصائية 2005) | الكثافة السكانية (لكل كم2) | العاصمة      |
| --------------------------------- | -------------------------- | --------- | ------------- | --------------------- | -------------------------- | ------------ |
| جزر العذراء البريطانية            | المملكة المتحدة            | المناطق   | 153٫0         | 31٬758                | 207٫6                      | رود تاون     |
| جزر العذراء الإسبانية (بورتوريكو) | الولايات المتحدة الأمريكية | باريوس    | 165٫1         | 11٬119                | 67٫3                       |              |
| جزر العذراء الأمريكية             | الولايات المتحدة الأمريكية | المقاطعات | 346٫4         | 104٬901               | 302٫8                      | شارلوت أمالي |
| المجموع                           |                            |           | 511٫5         | 147٬778               | 288.9                      |              |

## نظام المرور
تُقاد السيارات جهة اليسار من الطريق في كل من جزر العذراء البريطانية والأمريكية، على الرغم من أن عجلات القيادة في معظم السيارات تقع على الجانب الأيسر (كما هو معتاد في أماكن القيادة على اليمين ). في جزر العذراء الإسبانية، تسير المركبات جهة اليمين من الطريق.

## استشهادات
1. ↑  Lazell, Dr James (2005). Island: Fact and Theory in Nature (بالإنجليزية). University of California Press. p. 382. ISBN:9780520931596. Archived from the original on 2019-12-03.
2. ↑  "معلومات عن جزر العذراء على موقع universalis.fr". universalis.fr. مؤرشف من الأصل في 2019-07-24.
3. ↑  "معلومات عن جزر العذراء على موقع britannica.com". britannica.com. مؤرشف من الأصل في 2018-07-26.
4. ↑  "معلومات عن جزر العذراء على موقع geonames.org". geonames.org. مؤرشف من الأصل في 2019-12-16.
5. ↑  Pereña، Luciano (1992). Genocidio en América. Madrid: Editorial MAPFRE. ص. 351. ISBN:84-7100-453-4.